# Саркандська міська адміністрація
Сарка́ндська міська адміністрація (каз. Сарқан қаласы әкімдігі, рос. Саркандская городская администрация) — адміністративна одиниця у складі Саркандського району Жетисуської області Казахстану. Адміністративний центр — місто Сарканд.
Населення — 18504 особи (2021; 14847 у 2009, 16003 у 1999, 20913 у 1989).
Станом на 1989 рік існувала Саркандська міська рада (місто Сарканд).

## Склад
До складу адміністрації входять такі населені пункти:
| Населений пункт | Населення, осіб (1989) | Населення, осіб (1999) | Населення, осіб (2009) | Населення, осіб (2021) |
| --------------- | ---------------------- | ---------------------- | ---------------------- | ---------------------- |
| Бірлік, село    | -                      | 656                    | 542                    | 597                    |
| Сарканд, місто  | 20913                  | 15347                  | 14305                  | 17907                  |